# Campeonato FIBA Américas Sub-16 de 2021
El Campeonato FIBA Américas Sub-16 de 2021 fue la 7ª edición del torneo de baloncesto organizado por FIBA Américas más importante a nivel americano para selecciones menores de 16 años. Se disputó en la ciudad de Xalapa, Veracruz en México, del 23 al 29 de agosto de 2021 y entregó cuatro plazas al Campeonato Mundial de Baloncesto Sub-17 de 2022.

## Selecciones participantes
- Norteamérica:
  -  Canadá
  -  Estados Unidos
- Centroamérica y el Caribe:
  -  México (Sede)
  -  Puerto Rico
  -  República Dominicana
- Sudamérica:
  -  Argentina
  -  Brasil
  -  Chile

## Primera fase
Se realizó el sorteo de los grupos el 11 de agosto de 2021 en la ciudad de Miami, Florida en Estados Unidos.

### Grupo A
|   | Equipo    | Pts | J | G | P | PF  | PC  | Dif |
| - | --------- | --- | - | - | - | --- | --- | --- |
| 1 | Argentina | 6   | 3 | 3 | 0 | 250 | 171 | +79 |
| 2 | Canadá    | 5   | 3 | 2 | 1 | 247 | 183 | 64  |
| 3 | Brasil    | 4   | 3 | 1 | 2 | 174 | 249 | -75 |
| 4 | México    | 3   | 3 | 0 | 3 | 157 | 225 | -68 |

| 23 de agosto, 17:30 | Argentina                                                                    | 81–70                | Canadá                                                        | Xalapa, Veracruz              |  |
|                     | Parciales: 15-17, 20-23, 22-16, 24-14                                        |                      |                                                               |                               |  |
|                     | Estadísticas L. Giovannetti, J. Bocca (17) Tiziano Prome (10) Juan Peral (5) | Reporte Pts Reb Asts | Estadísticas (22) Mikel Tyne (9) Olivier Rioux (7) Mikel Tyne | Pabellón: Gimnasio de la USBI |  |

| 23 de agosto, 20:30 | México                                                                     | 59–69                | Brasil                                                                                  | Xalapa, Veracruz              |  |
|                     | Parciales: 20-12, 14-18, 13-22, 12-17                                      |                      |                                                                                         |                               |  |
|                     | Estadísticas Aram Soqui (21) C. Georgelos, V. Verdugo (7) Orbit Cabral (3) | Reporte Pts Reb Asts | Estadísticas (22) Enrico Bianchi (15) Enrico Vicentini Borio (5) L. Segantini, E. Bersh | Pabellón: Gimnasio de la USBI |  |

| 24 de agosto, 17:30 | Brasil                                                                                                 | 52–98                | Argentina                                                    | Xalapa, Veracruz              |  |
|                     | Parciales: 14-21, 13-29, 16-26, 9-22                                                                   |                      |                                                              |                               |  |
|                     | Estadísticas Victor Hugo Farias Cardoso (11) Kauan Nascimento Raymundo (9) Lucas Segantini Moreira (3) | Reporte Pts Reb Asts | Estadísticas (22) Juan Bocca (9) Juan Bocca (7) Juan Respaud | Pabellón: Gimnasio de la USBI |  |

| 24 de agosto, 20:30 | Canadá                                                                                      | 85–46                | México                                                                             | Xalapa, Veracruz              |  |
|                     | Parciales: 24-15, 22-10, 19-11, 20-13                                                       |                      |                                                                                    |                               |  |
|                     | Estadísticas M. Tyne, E. Oliogu (15) Olivier Rioux (15) J. Theodosiou, O. Baraka Okojie (4) | Reporte Pts Reb Asts | Estadísticas (12) Charles Georgelos (10) Charles Georgelos (2) Gualberto Landavazo | Pabellón: Gimnasio de la USBI |  |

| 25 de agosto, 17:30 | Brasil                                                                                    | 53–92                | Canadá                                                                          | Xalapa, Veracruz              |  |
|                     | Parciales: 12-24, 13-24, 14-26, 14-18                                                     |                      |                                                                                 |                               |  |
|                     | Estadísticas Enrico Bianchi (13) Vitor Hugo Farias Cardoso (8) E. Bianchi, I. De Jesús(2) | Reporte Pts Reb Asts | Estadísticas (19) Ishan Sharma (11) Olivier Rioux (6) M. Tyne, O. Baraka Okojie | Pabellón: Gimnasio de la USBI |  |

| 25 de agosto, 20:30 | México                                                                  | 49–71                | Argentina                                                       | Xalapa, Veracruz              |  |
|                     | Parciales: 12-14, 9-14, 13-28, 15-15                                    |                      |                                                                 |                               |  |
|                     | Estadísticas Jesús Escobedo (10) Gualberto Landavazo (8) Aram Soqui (4) | Reporte Pts Reb Asts | Estadísticas (11) Juan Respaud (9) Joaquín López (5) Juan Peral | Pabellón: Gimnasio de la USBI |  |

### Grupo B
|   | Equipo               | Pts | J | G | P | PF  | PC  | Dif  |
| - | -------------------- | --- | - | - | - | --- | --- | ---- |
| 1 | Estados Unidos       | 6   | 3 | 3 | 0 | 389 | 200 | +189 |
| 2 | República Dominicana | 5   | 3 | 2 | 1 | 256 | 254 | 2    |
| 3 | Puerto Rico          | 4   | 3 | 1 | 2 | 215 | 230 | -15  |
| 4 | Chile                | 3   | 3 | 0 | 3 | 150 | 326 | -176 |

| 23 de agosto, 11:30 | Chile                                                                  | 54–107               | República Dominicana                                                 | Xalapa, Veracruz              |  |
|                     | Parciales: 15-35, 10-23, 11-2, 18-27                                   |                      |                                                                      |                               |  |
|                     | Estadísticas Raimundo Orrego (12) Daniel Ríos (9) Stefano Pescetto (2) | Reporte Pts Reb Asts | Estadísticas (19) Steven Ceballo (10) Steven Ceballo (7) Wandy Muñoz | Pabellón: Gimnasio de la USBI |  |

| 23 de agosto, 14:30 | Estados Unidos                                                      | 118–67               | Puerto Rico                                                         | Xalapa, Veracruz              |  |
|                     | Parciales: 42-18, 22-16, 34-17, 20-16                               |                      |                                                                     |                               |  |
|                     | Estadísticas Ronald Holland (24) Jalen Lewis (12) Kylan Boswell (7) | Reporte Pts Reb Asts | Estadísticas (18) Brandon Lee (9) Alejandro Aviles (6) Keven Adorno | Pabellón: Gimnasio de la USBI |  |

| 24 de agosto, 11:30 | República Dominicana                                       | 74–133               | Estados Unidos                                                                        | Xalapa, Veracruz              |  |
|                     | Parciales: 22-32, 22-37, 18-29, 12-35                      |                      |                                                                                       |                               |  |
|                     | Estadísticas Luis Díaz (16) Luis Díaz (12) Wandy Muñoz (5) | Reporte Pts Reb Asts | Estadísticas (22) B. Tucker, R. Holland (10) L. McNeeley, J. McBride (9) Jaylen Curry | Pabellón: Gimnasio de la USBI |  |

| 24 de agosto, 14:30 | Puerto Rico                                                                   | 81–37                | Chile                                                                             | Xalapa, Veracruz              |  |
|                     | Parciales: 21-10, 27-13, 19-9, 14-5                                           |                      |                                                                                   |                               |  |
|                     | Estadísticas Alejandro Aviles (18) L. Marín, R. Martínez (8) Keven Adorno (6) | Reporte Pts Reb Asts | Estadísticas (11) Milan Cresp (8) Daniel Ríos (2) N. Marty, R. Orrego, C. Stuardo | Pabellón: Gimnasio de la USBI |  |

| 25 de agosto, 11:30 | Chile                                                                      | 59–138               | Estados Unidos                                                         | Xalapa, Veracruz              |  |
|                     | Parciales: 9-35, 17-32, 17-35, 16-36                                       |                      |                                                                        |                               |  |
|                     | Estadísticas Juan Aguirre (15) N. Marty, R. Orrego (7) Raimundo Orrego (7) | Reporte Pts Reb Asts | Estadísticas (30) ian Jackson (9) Lian McNeeley (12) Robert Dillingham | Pabellón: Gimnasio de la USBI |  |

| 25 de agosto, 14:30 | Puerto Rico                                                             | 67–75                | República Dominicana                                                | Xalapa, Veracruz              |  |
|                     | Parciales: 8-18, 22-22, 20-16, 17-19                                    |                      |                                                                     |                               |  |
|                     | Estadísticas Alejandro Aviles (17) Alejandro Aviles (12) Luis Marin (7) | Reporte Pts Reb Asts | Estadísticas (20) Danny Carbuccia (9) Luis Díaz (8) Danny Carbuccia | Pabellón: Gimnasio de la USBI |  |

## Fase final

### Cuadro
|  | Quinto puesto 29 de agosto | Quinto puesto 29 de agosto |                |     | Clasificación 5º-8º 28 de agosto | Clasificación 5º-8º 28 de agosto |                      |    | Cuartos de final 27 de agosto | Cuartos de final 27 de agosto |        |    | Semifinales 28 de agosto | Semifinales 28 de agosto |  |  | Final 29 de agosto | Final 29 de agosto |
|  |                            |                            |                |     |                                  |                                  |                      |    |                               |                               |        |    |                          |                          |  |  |                    |                    |
|  |                            |                            |                |     |                                  |                                  |                      |    |                               |                               |        |    |                          |                          |  |  |                    |                    |
|  |                            |                            |                |     |                                  |                                  |                      |    |                               |                               |        |    |                          |                          |  |  |                    |                    |
|  |                            |                            |                |     |                                  |                                  |                      |    | Argentina                     | 90                            |        |    |                          |                          |  |  |                    |                    |
|  |                            |                            |                |     |                                  |                                  |                      |    | Argentina                     | 90                            |        |    |                          |                          |  |  |                    |                    |
|  |                            |                            | Chile          | 38  |                                  |                                  |                      |    |                               |                               |        |    |                          |                          |  |  |                    |                    |
|  |                            | Chile                      | Chile          | 38  | 41                               |                                  |                      |    |                               | Argentina                     | 76     |    |                          |                          |  |  |                    |                    |
|  |                            |                            |                |     | 41                               |                                  |                      |    |                               | Argentina                     | 76     |    |                          |                          |  |  |                    |                    |
|  |                            |                            | Brasil         | 73  |                                  |                                  | República Dominicana | 74 |                               |                               |        |    |                          |                          |  |  |                    |                    |
|  | República Dominicana       | 74                         | Brasil         | 73  |                                  |                                  | República Dominicana | 74 |                               |                               |        |    |                          |                          |  |  |                    |                    |
|  | República Dominicana       | 74                         |                |     |                                  |                                  |                      |    |                               |                               |        |    |                          |                          |  |  |                    |                    |
|  |                            |                            | Brasil         | 66  |                                  |                                  |                      |    |                               |                               |        |    |                          |                          |  |  |                    |                    |
|  | Brasil                     | 73                         | Brasil         | 66  |                                  |                                  | Argentina            | 75 |                               |                               |        |    |                          |                          |  |  |                    |                    |
|  | Brasil                     | 73                         |                |     |                                  |                                  | Argentina            | 75 |                               |                               |        |    |                          |                          |  |  |                    |                    |
|  | México                     | 60                         |                |     | Estados Unidos                   | 90                               |                      |    |                               |                               |        |    |                          |                          |  |  |                    |                    |
|  | México                     | 60                         | Canadá         | 93  | Estados Unidos                   | 90                               |                      |    |                               |                               |        |    |                          |                          |  |  |                    |                    |
|  |                            |                            | Canadá         | 93  |                                  |                                  |                      |    |                               |                               |        |    |                          |                          |  |  |                    |                    |
|  |                            |                            | Puerto Rico    | 65  |                                  |                                  |                      |    |                               |                               |        |    |                          |                          |  |  |                    |                    |
|  | Séptimo puesto             | Séptimo puesto             | Puerto Rico    | 65  | Puerto Rico                      | 78                               |                      |    |                               |                               | Canadá | 91 | Tercer puesto            | Tercer puesto            |  |  |                    |                    |
|  | Séptimo puesto             | Séptimo puesto             |                |     | Puerto Rico                      | 78                               |                      |    |                               |                               | Canadá | 91 | Tercer puesto            | Tercer puesto            |  |  |                    |                    |
|  |                            |                            |                |     | México                           | 82                               |                      |    | Estados Unidos                | 99                            |        |    |                          |                          |  |  |                    |                    |
|  | Chile                      | 46                         | Estados Unidos | 123 | México                           | 82                               | República Dominicana | 76 | Estados Unidos                | 99                            |        |    |                          |                          |  |  |                    |                    |
|  | Chile                      | 46                         | Estados Unidos | 123 |                                  |                                  | República Dominicana | 76 |                               |                               |        |    |                          |                          |  |  |                    |                    |
|  | Puerto Rico                | 73                         |                |     | México                           | 53                               |                      |    | Canadá                        | 92                            |        |    |                          |                          |  |  |                    |                    |

#### Cuartos de final
| 27 de agosto, 11:30 | Argentina                                                       | 90–38                | Chile                                                                    | Xalapa, Veracruz              |  |
|                     | Parciales: 22-16, 13-6, 36-5, 19-11                             |                      |                                                                          |                               |  |
|                     | Estadísticas Juan Peral (21) Tiziano Prome (9) Víctor Pérez (6) | Reporte Pts Reb Asts | Estadísticas (15) Milan Cresp (8) Daniel Ríos (2) S. Pescetto, R. Orrego | Pabellón: Gimnasio de la USBI |  |

| 27 de agosto, 14:30 | República Dominicana                                                          | 74–66                | Brasil                                                                                           | Xalapa, Veracruz              |  |
|                     | Parciales: 16-19, 20-17, 15-13, 23-17                                         |                      |                                                                                                  |                               |  |
|                     | Estadísticas Danny Carbuccia (21) E. Almonte, Y. Liberato (7) Wandy Muñoz (7) | Reporte Pts Reb Asts | Estadísticas (12) Eduardo Bersch Klafe (12) Enrico Vicentini Borio (4) C. De Souza, E. Vicentini | Pabellón: Gimnasio de la USBI |  |

| 27 de agosto, 17:30 | Canadá                                                          | 93–65                | Puerto Rico                                                                         | Xalapa, Veracruz              |  |
|                     | Parciales: 27-14, 25-17, 17-20, 24-14                           |                      |                                                                                     |                               |  |
|                     | Estadísticas Mikkel Tyne (20) Olivier Rioux (9) Mikkel Tyne (7) | Reporte Pts Reb Asts | Estadísticas (22) Alejandro Aviles (11) Alejandro Aviles (3) K. Adorno, R. Martínez | Pabellón: Gimnasio de la USBI |  |

| 27 de agosto, 20:30 | Estados Unidos                                                      | 123–53               | México                                                                           | Xalapa, Veracruz              |  |
|                     | Parciales: 35-7, 29-17, 37-17, 22-12                                |                      |                                                                                  |                               |  |
|                     | Estadísticas Jalen Lewis (24) Ronald Holland (10) Jaylen Curry (10) | Reporte Pts Reb Asts | Estadísticas (11) Gualberto Landavazo (6) Gualberto Landavazo (4) Jesús Escobedo | Pabellón: Gimnasio de la USBI |  |

#### 5º al 8º puesto
| 28 de agosto, 11:30 | Chile                                                                     | 41–73                | Brasil                                                                                          | Xalapa, Veracruz              |  |
|                     | Parciales: 20-15, 3-19, 6-17, 12-22                                       |                      |                                                                                                 |                               |  |
|                     | Estadísticas Daniel Ríos (17) Benjamín Araneda (6) M. Cresp, N. Marty (3) | Reporte Pts Reb Asts | Estadísticas (15) V. Farias, E. Bersch (10) Kauan Nascimento Raymundo (8) Cauã De Souza Pacheco | Pabellón: Gimnasio de la USBI |  |

| 28 de agosto, 14:30 | Puerto Rico                                                              | 78–82                | México                                                                | Xalapa, Veracruz              |  |
|                     | Parciales: 18-24, 16-18, 22-22, 2-18                                     |                      |                                                                       |                               |  |
|                     | Estadísticas Alejandro Aviles (22) Alejandro Aviles (19) Misael Cruz (5) | Reporte Pts Reb Asts | Estadísticas (20) Aram Soqui (7) Charles Georgelos (6) Jesús Escobedo | Pabellón: Gimnasio de la USBI |  |

#### Semifinales
| 28 de agosto, 17:30 | Argentina                                                                     | 76–74                | República Dominicana                                                              | Xalapa, Veracruz              |  |
|                     | Parciales: 20-22, 23-15, 13-17, 20-20                                         |                      |                                                                                   |                               |  |
|                     | Estadísticas Lucas Giovannetti (24) M. Lomello, T. Prome (7) Víctor Pérez (4) | Reporte Pts Reb Asts | Estadísticas (26) Rodrigo Aybar (9) Ernesto Almonte (4) D. Carbuccia, Y. Liberato | Pabellón: Gimnasio de la USBI |  |

| 28 de agosto, 20:00 | Canadá                                                                        | 91–99                | Estados Unidos | Xalapa, Veracruz              |  |
|                     | Parciales: 17-28, 30-19, 13-29, 21-23                                         |                      |                |                               |  |
|                     | Estadísticas Efeosa Oliogu (17) Olivier Rioux (12) Osezojie Baraka Okojie (8) | Reporte Pts Reb Asts |                | Pabellón: Gimnasio de la USBI |  |

#### Séptimo puesto
| 29 de agosto, 11:30 | Chile                                                                   | 46–73                | Puerto Rico                                                                  | Xalapa, Veracruz              |  |
|                     | Parciales: 19-22, 13-21, 9-16, 5-14                                     |                      |                                                                              |                               |  |
|                     | Estadísticas Milan Cresp (8) Benjamín Araneda (7) C. Salas, D. Ríos (4) | Reporte Pts Reb Asts | Estadísticas (16) Maddox Gali (10) A. Aviles, R. Martínez (6) Chalier Torres | Pabellón: Gimnasio de la USBI |  |

#### Quinto puesto
| 29 de agosto, 14:30 | Brasil                                                                                         | 73–60                | México                                                                             | Xalapa, Veracruz              |  |
|                     | Parciales: 19-11, 22-17, 18-21, 14-11                                                          |                      |                                                                                    |                               |  |
|                     | Estadísticas Eduardo Bersch Klafe (31) Henrique Lucio Da Silva (10) Cauã De Souza Pacheco (11) | Reporte Pts Reb Asts | Estadísticas (16) Jesús Escobedo (7) C. Georgelos, G. Landavazo (7) Jesús Escobedo | Pabellón: Gimnasio de la USBI |  |

#### Tercer puesto
| 29 de agosto, 17:30 | República Dominicana                                                                           | 76–92                | Canadá                                                                       | Xalapa, Veracruz              |  |
|                     | Parciales: 21-22, 13-23, 20-27, 22-20                                                          |                      |                                                                              |                               |  |
|                     | Estadísticas Yeison Liberato (17) Luis Díaz (12) D. Carbuccia, R. Aybar, W. Muñoz, L. Díaz (4) | Reporte Pts Reb Asts | Estadísticas (15) Jacob Theodosiou (14) Char Yeiy (7) Osezojie Baraka Okojie | Pabellón: Gimnasio de la USBI |  |

#### Final
| 29 de agosto, 20:00 | Argentina | 75–90                | Estados Unidos                                                                        | Xalapa, Veracruz              |  |
|                     | Parciales: 20-11, 11-19, 19-29, 25-31                                                                                |                      |                                                                                       |                               |  |
|                     | Estadísticas T. Prome, J. Bocca (15) Tiziano Prome (6) J. Peral, L. Giovannetti, J. Respaud, V. Pérez, D. Singoj (4) | Reporte Pts Reb Asts | Estadísticas (31) Robert Dillingham (12) Ronald Holland (4) K. Boswell, R. Dillingham | Pabellón: Gimnasio de la USBI |  |

|                                   |
| Bandera de Estados Unidos         |
| Campeón Estados Unidos 7.º título |

### Premios
| Categoría                 | Ganador                                                                    |
| ------------------------- | -------------------------------------------------------------------------- |
| Cuadro Ideal              | Robert Dillingham Danny Carbuccia Mikkel Tyne Ronald Holland Tiziano Prome |
| Jugador Más Valioso (MVP) | Robert Dillingham                                                          |

## Posiciones finales
| Rank              | Equipo               | Récord |
| ----------------- | -------------------- | ------ |
| Medalla de oro    | Estados Unidos       | 6-0    |
| Medalla de plata  | Argentina            | 5-1    |
| Medalla de bronce | Canadá               | 4-2    |
| 4                 | República Dominicana | 3-3    |
| 5                 | Brasil               | 3-3    |
| 6                 | México               | 1-5    |
| 7                 | Puerto Rico          | 2-4    |
| 8                 | Chile                | 0-6    |

|  | Clasificados al Campeonato Mundial de Baloncesto Sub-17 de 2022. |

## Clasificados al Campeonato Mundial Sub-17 2022
| Bandera de Argentina | Bandera de Canadá | Bandera de Estados Unidos | Bandera de la República Dominicana |
| Argentina            | Canadá            | Estados Unidos            | República Dominicana               |
| -------------------- | ----------------- | ------------------------- | ---------------------------------- |